# Vitalij Sjumbarets

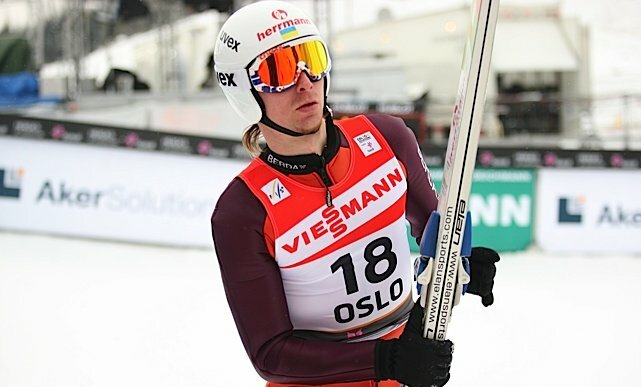
Vitaliy Shumbarets Oslo 2011

Vitalij Sjumbarets (ukrainska: Віта́лій І́горович Шумбаре́ць, Vitálij Íhorovytj Sjumbaréts) född 12 juli 1983 i Kremenets, Ukrainska SSR, Sovjetunionen, är en ukrainsk backhoppare som har tävlat sedan år 2003.
Hans bästa placering i ett olympiskt spel är en 45:e plats från Vancouver 2010. Hans hittills bästa individuella resultat i världscupen är en niondeplats vid en tävling i Finland 2009. 